# Семимаячный
Семимаячный — хутор в Белокалитвинском районе Ростовской области.
Входит в состав Грушево-Дубовского сельского поселения.

## География
Хутор находится на левом берегу реки Кундрючья, примыкая к балке Семимаячная, на расстоянии 30 км (по дорогам) к югу от города Белая Калитва, административного центра района.

## Население
| 1989 | 2002 | 2010 |
| ---- | ---- | ---- |
| 292  | ↗303 | ↘270 |

## Улицы
- ул. Коммуна,
- ул. Набережная,
- ул. Хрящевка.

## Известные уроженцы
- Шапкин, Тимофей Тимофеевич (1885—1943) — советский военачальник, генерал-лейтенант.